# Make Love
Make Love é o álbum de estreia da artista musical brasileira Inês Brasil, lançado no dia 17 de março de 2015 na plataforma digital iTunes, Google Play e nos serviços de fluxo de mídia Spotify, Google Play Music, Apple Music e Tidal, tendo como primeiro single a faixa-título, cujo vídeo musical atingiu dois milhões de visualizações em seu canal oficial do serviço YouTube.

## Sobre o álbum

### Conceito
O álbum possui nove canções, sendo um composta pela própria cantora  Make Love e as demais, versões de sucessos da música brasileira, como "Morango do Nordeste", "Águas de Março" e "Chorando Se Foi". Tudo em um ritmo que mistura música eletrônica e funk.
| “ | "Esse CD é a minha pessoa. Então quando você estiver doente, escute ele, que eu fiz com muito amor. Eu gostei tanto dele que ouço todo dia, rolo no chão de felicidade"" | ” |

## Faixas
| Edição padrão  |                            |         |  |
| N.º            | Título                     | Duração |  |
| 1.             | "Make Love"                | 3:23    |  |
| 2.             | "A Namorada"               | 4:54    |  |
| 3.             | "Chorando Se Foi"          | 3:20    |  |
| 4.             | "Morango do Nordeste"      | 3:41    |  |
| 5.             | "Madalena"                 | 2:39    |  |
| 6.             | "Olhos Coloridos"          | 3:44    |  |
| 7.             | "Águas de Março"           | 3:32    |  |
| 8.             | "Esquadros"                | 3:42    |  |
| 9.             | "Make Love (Funk Edition)" | 2:45    |  |
| Duração total: | Duração total:             | 32:06   |  |